# Kerk van Uphusen
De Kerk van Uphusen (Uphuser Kirche) is een kerk in het dorp Uphusen in de stad Emden in de Duitse regio Oost-Friesland. De kerk werd in 1440 als opvolger van een bedehuis uit de tweede helft van de 13e eeuw gebouwd.

## Geschiedenis
De dorpswarft van Uphusen werd in de loop der tijd uit drie aparte terpen samengesteld. Het oudste deel werd voor de 9e/10e eeuw opgeworpen. De terp van de kerk werd in de 13e eeuw aangesloten. Aansluitend begon de bouw van de eerste kerk, die rond 1440 door een nieuwe werd vervangen. De hoofdeling Wiard van Uphusen zou opdracht tot deze nieuwbouw hebben gegeven.
Vanaf 1520 begon de reformatie in Oost-Friesland en even later arriveerde de nieuwe leer ook in Uphusen. Sinds 1593 rekent de gemeente zich onafgebroken tot de calvinistische leer. Dankzij een bijzondere regeling in Oost-Friesland waren de lutherse christenen volwaardig lid van de hervormde gemeente met alle daarbij horende rechten en plichten. 
Sinds 1970 werd het lutherse deel van de gemeente bij de Emder Maarten Luthergemeente gevoegd.

## Beschrijving
De zijdelings staande klokkentoren is van het parallelmuurtype en stamt uit de bouwtijd van de eerste kerk.
In de 17e eeuw werd een vroegbarok portaal aan de noordelijke muur van het gebouw aangebouwd. De westelijke muur werd in 1894 opnieuw opgemetseld.
Het kerkgebouw heeft een lengte van 29,21 meter en een breedte van 11,68 meter. De bakstenen muren zijn 1,17 meter dik. Lisenen en hooggeplaatste spitsboogramen kenmerken de lengtemuren. Meerdere blindnissen sieren de oostelijke gevel. Binnen scheidt een houten wand het kerkschip van het koor. Het kerkschip heeft een tongewelf, terwijl het koor een vlakke afsluiting kent.

## Interieur
Uit de tijd van voor de reformatie stamt het doopvont uit de 13e eeuw. Zoals zoveel Oost-Friese doopvonten werd het uit Bentheimer zandsteen gehouwen. Vier stenen leeuwen dragen de cuppa, die met rankfriezen is versierd. In het koor bevinden zich meerdere grafzerken uit de 16e tot de 18e eeuw. Hier hangen eveneens twee houtgesneden wapens van Wiard's familie. In de vloer ligt zijn grafzerk.
Het orgel werd in de jaren 1825-1831 door Wilhelm Caspar Joseph Höffgen uit Emden gebouwd en bevindt zich op een eenvoudige galerij voor het koor. De torens zijn voorzien van drie beelden, die Kronos en twee engelen voorstellen. Het orgel heeft veertien registers en bleef vrijwel geheel bewaard. Alleen de frontpijpen werden vernieuwd en zijn tegenwoordig van zink.